# محمد حسين النجفي
الشيخ محمد حسين النجفي هو مرجع شيعي من جنوب آسيا. ولد خلال شهر أبريل 1932م بمدينة سرغودها في باكستان.

## أساتذته
- المرجع آیة الله السيد محسن الطباطبائي الحكيم۔
- المرجع آیة الله السيد جواد التبريزي
- المرجع آیة الله آغا بزرك الطهراني
- المرجع آیة الله السيد محمود الهاشمي الشاهرودي
- المرجع آیة الله ميرزا باقر زنجاني

## وصلات خارجية
- الموقع الرسمي